# Bara distrikt
Bara distrikt är ett distrikt i Svedala kommun och Skåne län. 
Distriktet ligger norr om Svedala.

## Tidigare administrativ tillhörighet
Distriktet inrättades 2016 och utgörs av socknen Bara i Svedala kommun.
Området motsvarar den omfattning Bara församling hade 1999/2000.